# جزیره موچا
جزیره موچا (اسپانیایی: Isla Mocha‎) یک جزیره در شیلی است که در غرب ساحل ااستان آرائوکو در اقیانوس آرام واقع شده‌است.